# Union der Schriftsteller Armeniens

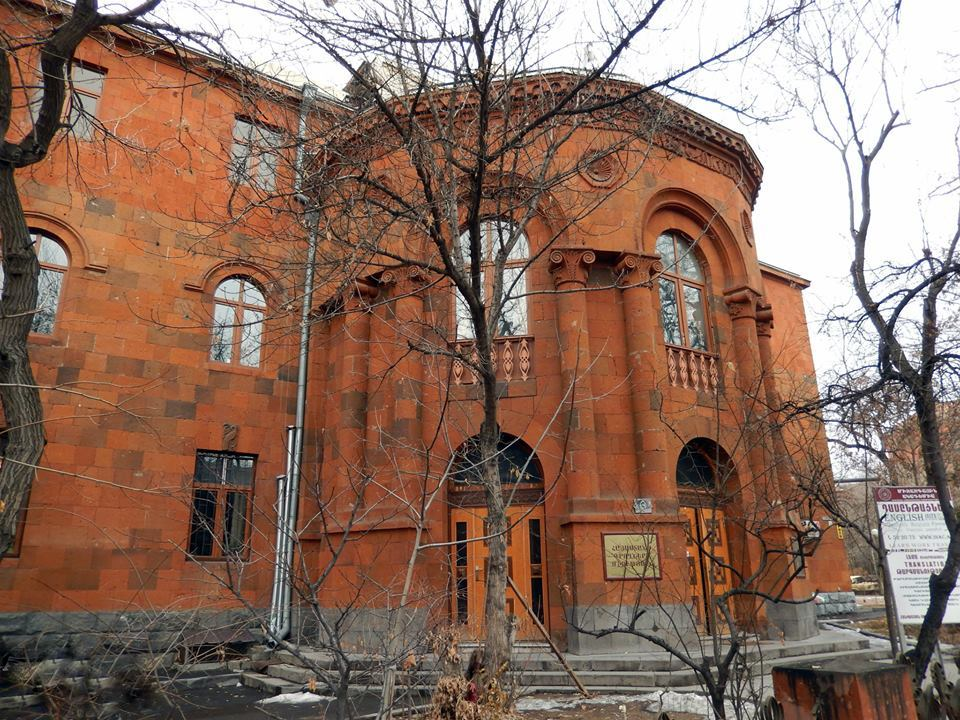
Sitz der Union der Schriftsteller Armeniens

Die Union der Schriftsteller Armeniens (armenisch Հայաստանի գրողների միություն) wurde im August 1934 zeitgleich mit dem Schriftstellerverband der Sowjetunion, welchem sie bis zum Zerfall der Sowjetunion als Unterorganisation angehörte, gegründet.

## Geschichte
Die erste Versammlung der Union fand vom 1. bis zum 5. August des Jahres 1934 statt, woraufhin eine Delegation armenischer Schriftsteller auch an der Gründungsversammlung des Schriftstellerverbandes der Sowjetunion teilnahm.
1936 wurde das Gästehaus des Schriftstellerhaus am Sewansee fertiggestellt, das die Union bis in die jüngste Vergangenheit als Begegnungsort für Schriftsteller betrieb.
In Armenien wurde im September 1939 das tausendjährige Jubiläum des Epos von David von Sasun gefeiert. Zu dieser Gelegenheit hielt das Direktorium des Schriftstellerverbandes der Sowjetunion eine Plenarsitzung in Armenien ab. 1941 wurde vom 10. bis zum 20. Mai die Dekade der Armenischen Literatur in Moskau organisiert.
Mehrere Präsidenten standen der Union im Laufe der Jahre vor. Im Jahre 1946 hielt die Union der Schriftsteller Armeniens ihre zweite Versammlung ab, in der Awetik Issahakjan zum Präsidenten der Union gewählt wurde. Die dritte Versammlung im Juli 1954 bestätigte seine Präsidentschaft. Die vierte (Januar 1959), die fünfte (November 1966) und die sechste (Januar 1971) Versammlung wählten jeweils Edward Topchjan zum Präsidenten der Union. Im April 1978 wählte die siebente Versammlung der Union Vardges Petrosjan zu ihrem Präsidenten, durch die achte (Mai 1981) und neunte (Mai 1986) Versammlung wurde er bestätigt. 1988 wurde Hrachya Hovhannisjan nach einer Spezialsitzung zum Präsidenten der Union gewählt. Die zehnte Versammlung der Union fand in zwei Phasen statt, eine im September 1990 und eine im Februar 1991. Durch sie wurde Wahagn Dawtjan zum Präsidenten gewählt. Im Januar 1994 wurde in eine Sondersitzung der Union Razmik Davojan zum Präsidenten gewählt, welchem jedoch bereits 1996, nach einer weiteren Sondersitzung, Hrant Matevosjan auf den Posten folgte. Im Jahre 2001 wählte die dreizehnte Versammlung Lewon Ananjan zum Präsidenten. Im Juni 2002 organisierte die Union den ersten panarmenischen Kongress, dem zwei Jahre darauf, im Juni 2004, ein zweiter folgte.
Im September 1990 wurde der Sitz der Union von einer Spezialabteilung der Armee als Hauptquartier beansprucht.
Am 15. Juni 1990 veröffentlichte die Union der Schriftsteller Armeniens erstmals selbständig eines ihrer Projekte. Im Jahre 2002 gründete die Union ihren eigenen Verlag, welcher die Bücherreihe Mutk veröffentlichte. Zudem veröffentlicht der Verlag literarische Zeitungen und Zeitschriften (Grakan Tert, Nork, Nor dar, Literaturnaya Armenia), die Zeitschrift Artasahmanyan Grakanutyun, die Satirezeitung Satirikon und die Jugendzeitschriften Tsolker und Lusapsak.

## Präsidenten der Union der Schriftsteller Armeniens
- Drastamat Simonjan (1934–1937)
- Nairi Zarjan (1944–1946)
- Awetik Issahakjan (1946–1957)
- Edward Topchjan (1959–1975)
- Vardges Petrosjan (1975–1988)
- Hrachya Hovhannisjan (1988–1990)
- Wahagn Dawtjan (1990–1994)
- Razmik Davojan (1994–1996)
- Hrant Matevosjan (1996–2001)
- Lewon Ananjan (2001–2011)
- Abgar Apinyan (2011–2013)
- Edward Militonjan (seit 2013)